# يوم الاستقلال (إندونيسيا)
عيد استقلال إندونيسيا (باللغة الإندونيسية المعروف رسميًا باسم Hari Ulang Tahun Kemerdekaan Republik Indonesia اختصار "HUT RI" أو ببساطة Hari Kemerdekaan ، ويشار إليها عاميًا من قبل الناس باسم Tujuhbelasan ، وتعني "السابع عشر") هو يوم عطلة وطنية في إندونيسيا لإحياء ذكرى إعلان إندونيسيا استقلالها في 17 أغسطس 1945.  تم جعله عطلة وطنية بموجب مرسوم حكومي في عام 1946. 
تقام الاحتفالات والاحتفالات في جميع أنحاء البلاد للاحتفال بهذا اليوم الوطني، بما في ذلك حفل رفع العلم الذي يُقام على مستوى البلاد وفي المنشآت الدبلوماسية الإندونيسية في الخارج، والمسابقات المجتمعية المحلية، مع المسيرات الوطنية والثقافية.  يتم تقديم خصومات من قبل مراكز التسوق أو الشركات المشاركة.  في يوم 16 أغسطس أو يوم الجمعة الأخير قبل 17 أغسطس، يخاطب رئيس إندونيسيا الأمة في الجمعية الاستشارية الشعبية . 
في يوم 17 أغسطس، في الساعة 10:00 بالتوقيت الغربي لإندونيسيا، تبث جميع شبكات التلفزيون الوطنية الإندونيسية تقليديا احتفالات يوم الاستقلال الوطني على الهواء مباشرة من قصر مرديكا في جاكرتا . وفي وقت سابق من ذلك اليوم، أجرت المدن والمقاطعات في جميع أنحاء إندونيسيا مراسم رفع العلم في قاعات المدينة الخاصة بكل منهم . تمتلئ الشوارع والأماكن العامة والمواصلات العامة بالزخارف القومية والوطنية والفنون التي يغلب عليها اللونين الأحمر والأبيض اللذين يرمزان إلىالعلم الوطني لإندونيسيا طوال شهر أغسطس.